# Christian Jorge Martínez
Christian Jorge Martínez Muñoz (Santiago del Cile, 18 giugno 1983) è un calciatore cileno, centrocampista del Deportes Melipilla.

## Caratteristiche tecniche
È un centrocampista centrale.

## Palmarès
- Campionato cileno: 5

Universidad Católica: 2004 (A)